# 馬車道 (横浜市)

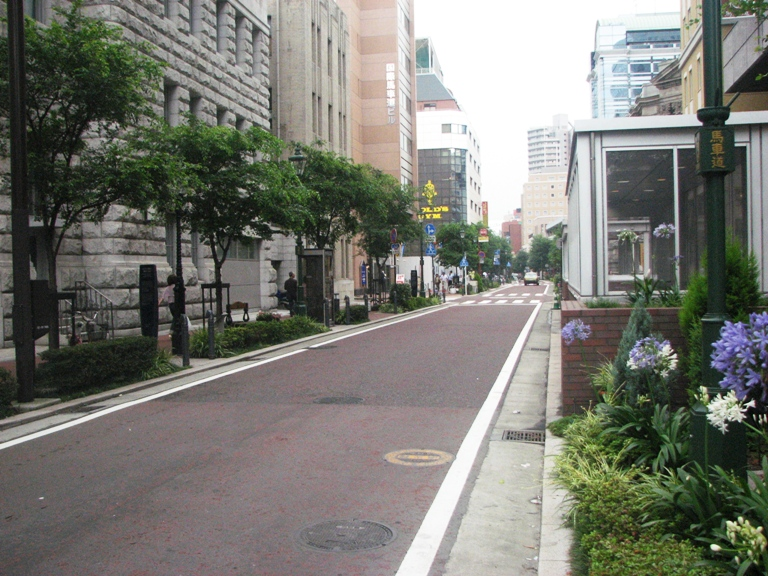
BankArt1929前（2006年7月9日撮影）

馬車道（ばしゃみち）は、神奈川県横浜市中区にある地域名および道路名である。2004年、横浜高速鉄道みなとみらい線が開通し、この地域に馬車道駅が設置された。横浜における馬車道の名称は、地元市民に定着した伝統的な通称としての地域名称であり商店街の名称であるが、行政上の正式な町名ではない。そのためインターネット上の地図で「馬車道」を検索した際に、横浜高速鉄道みなとみらい線の馬車道駅周辺のみが表示される場合もある。
馬車道沿いには「馬車道商店街」が軒を連ねている。馬車道駅の設置に合わせて商店街を駅近くまで延長・整備した。また馬車道商店街とその周辺では、景観を守り地域をより良くするための街づくり協定「馬車道協定書」が結ばれている。

## 概要

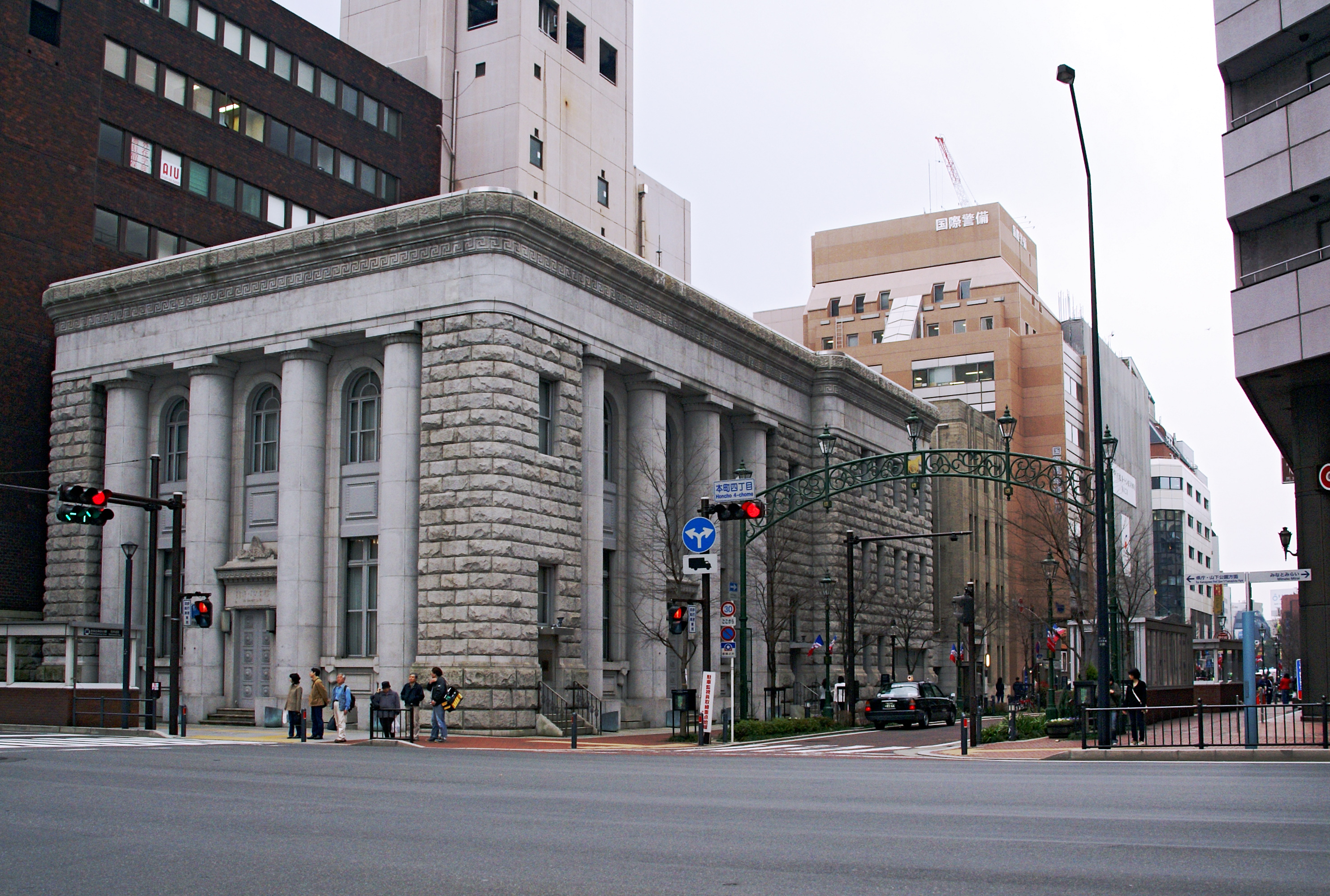
旧富士銀行横浜支店と本町通り側入口（2007年3月24日撮影）

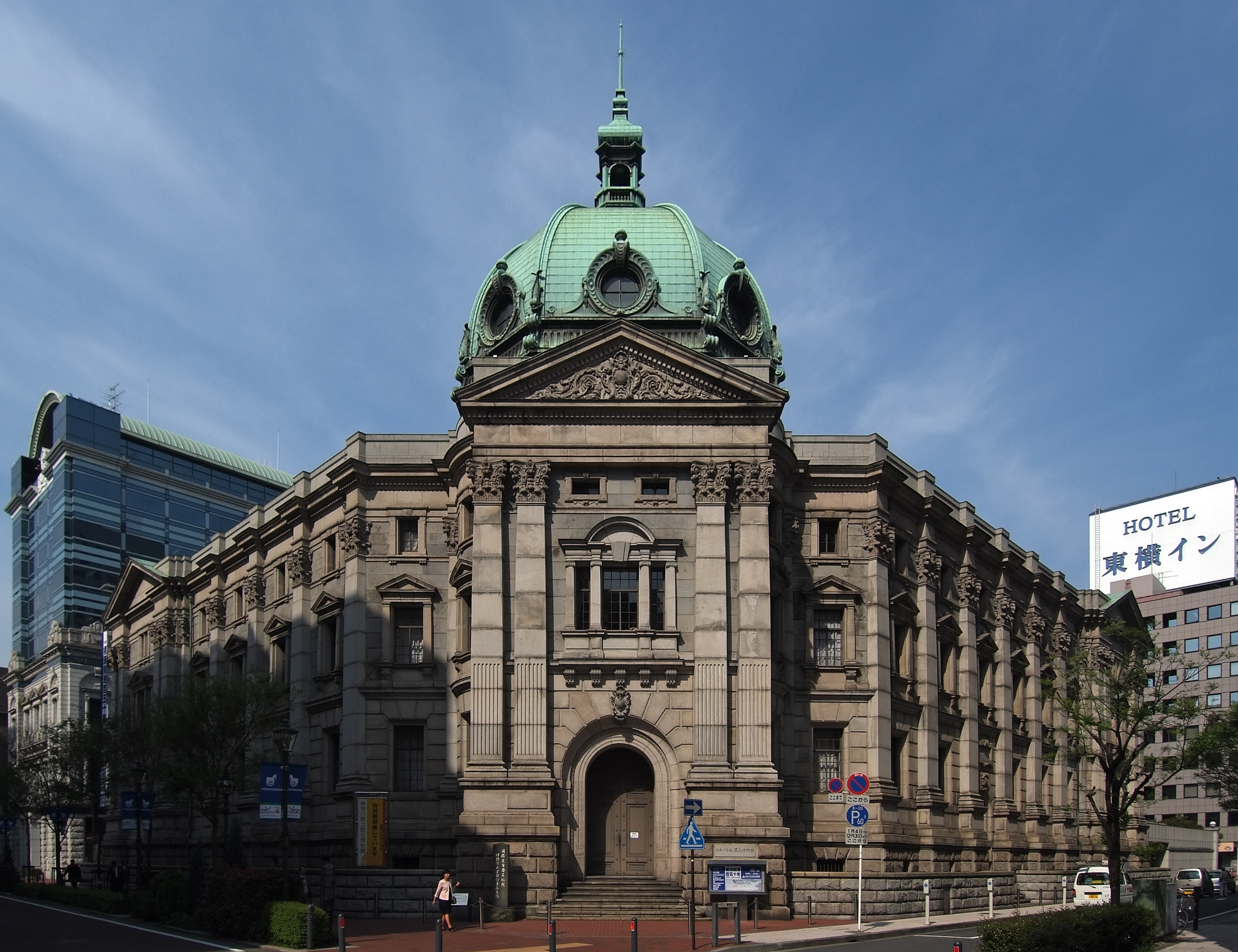
神奈川県立歴史博物館（旧横浜正金銀行本店）（2009年5月9日撮影）

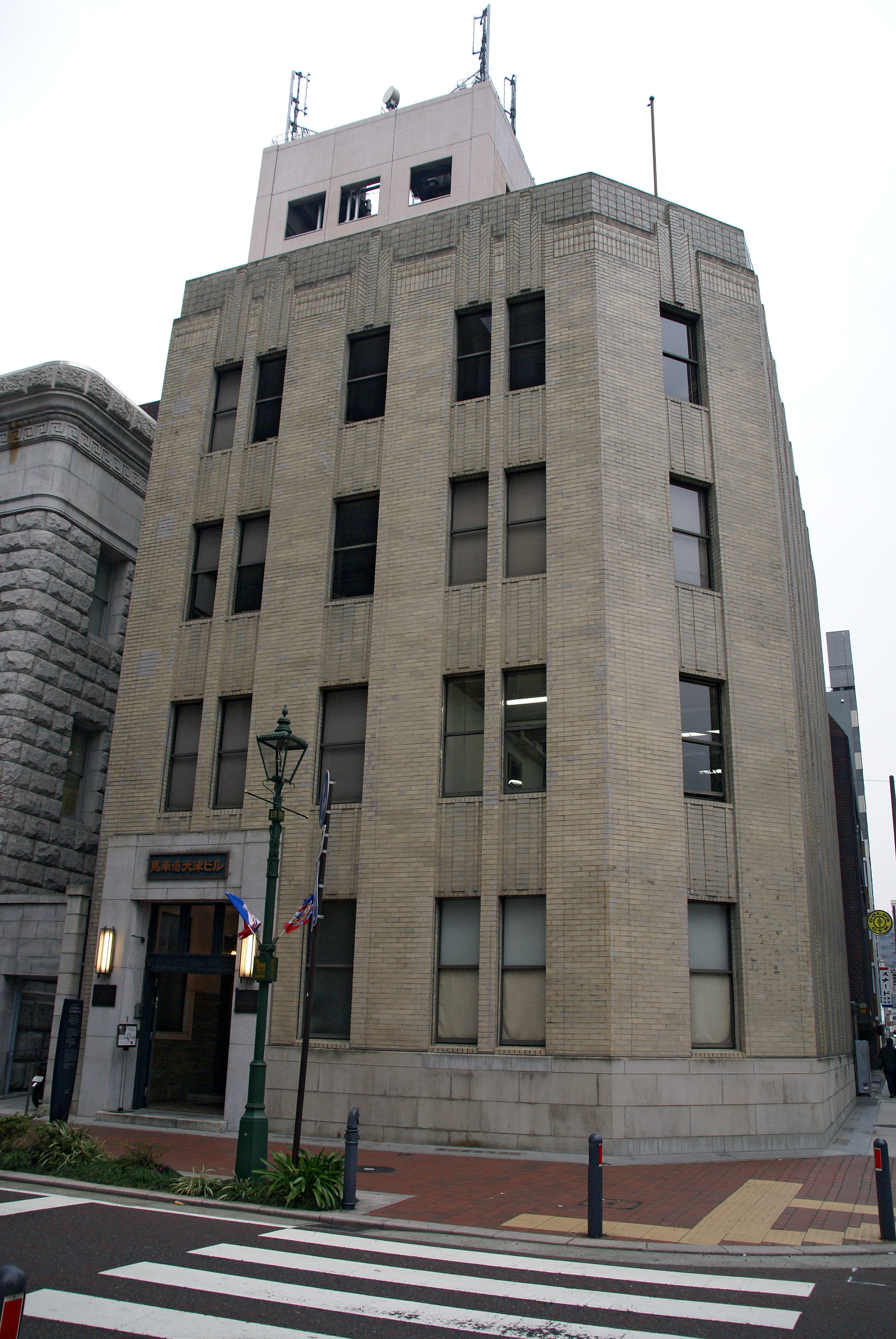
馬車道大津ビル（2007年3月24日撮影）

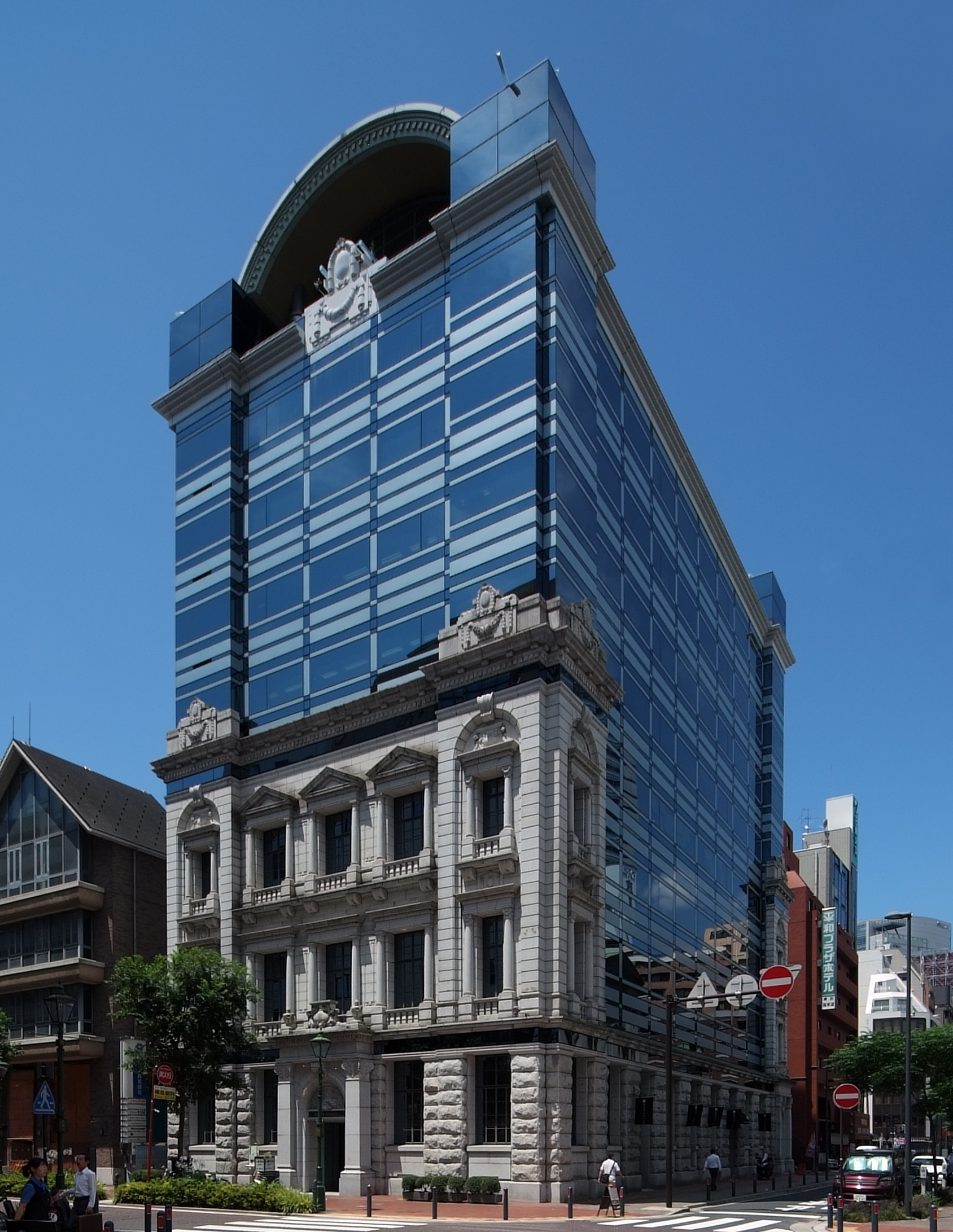
損保ジャパン横浜馬車道ビル（2010年9月18日撮影）

関内の桜木町寄りに位置するこの道路は、幕末に開港したことから始まる。幕府は神奈川（横浜）を開港させ、「吉田橋」に関門を設けた。その初めにできた関門に開港場側から至る道が馬車道である。国道133号（本町通り）を過ぎると万国橋通り、首都高を越えると伊勢佐木町通りである。また、馬車道の周辺地域も馬車道と呼ばれる。
煉瓦で舗装された道や、実際にガスを燃やしているガス灯の街路灯など、当時の面影を感じさせる物が設置されており、観光客も訪れる。また、関内には近代洋風建築（大半が昭和時代建築）が残っており、この馬車道に何棟か残っている。
以下に馬車道地区内および周辺に残る建築物を建築年順に挙げる。
- 神奈川県立歴史博物館（旧横浜正金銀行/1904年、妻木頼黄設計/国の重要文化財）
- 損保ジャパン横浜馬車道ビル（旧川崎銀行横浜支店/1922年、矢部又吉設計/1989年に組み込む形で近代的なビルを増築/横浜市認定歴史的建造物）
- 横浜第二合同庁舎（旧生糸検査所/1926年、遠藤於莵設計/1990年に老朽化のため取り壊し、1993年に庁舎下層部に外壁のみ復元/横浜市認定歴史的建造物）
- 横浜指路教会（1926年、竹中工務店設計/横浜市認定歴史的建造物）
- 帝蚕倉庫事務所（旧生糸検査所倉庫事務所/1926年、遠藤於莵設計）
- 横浜アイランドタワー下層部（旧第一銀行横浜支店/1929年、西村好時設計/2003年に現在地に移築し、タワー接続部を復元/横浜市認定歴史的建造物）
- 東京藝術大学大学院馬車道校舎（旧安田銀行横浜支店・旧富士銀行横浜支店/1929年、安田銀行営繕部設計/横浜市認定歴史的建造物）
- 旧東京三菱銀行横浜中央支店（旧第百銀行横浜支店/1934年、矢部又吉設計/横浜市認定歴史的建造物）
- 横浜銀行協会（旧横浜銀行集会所/1936年、林豪蔵設計）
- 馬車道大津ビル（旧東京海上火災保険ビル・協同飼料研究所/1936年、木下益治郎設計/横浜市認定歴史的建造物）

## 地名の由来
アメリカが江戸幕府に開国を要求し、日米修好通商条約が結ばれた。これによって貿易のため横浜港が開かれ、関内に外国人居留地が置かれた。その関内地域と横浜港を結ぶ道路のうちの一つとしてこの道は1868年に開通した。外国人はこの道を馬車で往来しており、当時の人々にその姿は非常に珍しく、「異人馬車」などと呼んでいたことから、この道は「馬車道」と呼ばれるようになった。さらに翌年の1869年（明治初年）には下岡蓮杖ら日本人商人の共同出資によって東京横浜間の日本初の乗合馬車の営業が始まった。

## 日本初
横浜には「日本初」というものが多く見られる。横浜港に直結していた馬車道は、明治時代、日本の外国文化への玄関口であり、特に多く存在する。有名なものを下に挙げる。
アイスクリーム（旧暦 1869年（明治2年）5月9日）
- 「町田房蔵」が馬車道通りに開いた「氷水屋」で製造・販売したものが初とされている。「アイスクリン」という名称で、一人前の値段は2分（現在の価値で約8000円）と高価であり、当初は外国人にしか売れず庶民の手には届きにくかったという。
- これを記念して、日本アイスクリーム協会が毎年5月9日を「アイスクリームの日」とし、地元商店街は来訪者に「馬車道あいす」 を無料配布している。

事業としてのガス灯（1872年10月31日（旧暦 明治5年9月29日））
- 明治3年、高島嘉右衛門が中区花咲町にガス会社を設立し、明治5年に神奈川県庁付近と大江橋から、馬車道、本町通りまでのおよそ600メートルの街路に、ガス街灯十数基を点灯した。これを記念して、1986年（昭和61年）9月、馬車道商店街協同組合が中区住吉町4丁目に「日本で最初のガス灯」の碑を建てた。1972年（昭和47年）には、日本ガス協会が、10月31日をガス記念の日としている。
- 1984年（昭和59年）には、東京ガス株式会社が中区花咲町3丁目に「日本ガス事業発祥の地」の碑を建てている。
- なお、事業としてではないものには前例があり、鹿児島県鹿児島市の庭園・仙巌園には、安政4年（1857年）に日本で初めてガスの炎を灯した石灯籠である「日本初のガス灯」がある[3]。
- また、1871年に大阪市の造幣局周辺一帯で、日本最初の街路灯となるガス灯が設置されている。

近代街路樹（1867年（慶応3年））
- 近代街路樹の初めは、1867年（慶応3年）に馬車道の各商店街が、通りに沿って柳や松を植えた[4]ことであるという主張に沿って、1979年（昭和54年）に横浜市が開港120周年記念事業の一つとして、中区港町5丁目に「近代街路樹発祥之地」の碑を建てた。
- なお、通りに沿って樹木を植える「街路樹」は日本国内で以前から行われていたことであり、何をもって近代とするのかは定義されていない。

日刊新聞（1871年1月28日（旧暦：明治3年12月8日））
- 中区本町通で、日本初の日本語の日刊新聞「横浜毎日新聞」が創刊された[5]。
- かつて、中区北仲通の横浜生糸検査所（現：横浜第二合同庁舎）構内に、神奈川新聞社によって建てられた「日刊新聞発祥の地」の碑があった。同碑は、現在、横浜第二合同庁舎内に保管されている[6]。中区日本大通にある横浜情報文化センタービル内には、日本新聞協会が設立した日本新聞博物館がある。
- なお、日本初の英字新聞は長崎市で創刊された。また、大阪市の大坂夏の陣で発行された瓦版を日本初の新聞とする説がある。[要出典]

乗合馬車（1869年（明治2年））
- 日本初の乗合馬車が吉田橋 - 東京間を走った。二頭立ての6人乗りで、東京まで約4時間かかったという。

## 最寄り駅
- 馬車道駅
  - 横浜高速鉄道みなとみらい線
- 関内駅
  - JR根岸線
  - 横浜市営地下鉄ブルーライン（1・3号線）

## 馬車道が登場する作品
- プロハンター - 馬車道を舞台とした1981年放映のテレビドラマ。当時は多くの番組ファンが馬車道を訪れた。
- 研ナオコの1976年2月10日発売のシングル『一年草』のB面に「馬車道」という楽曲が収録されている（作詞：阿木燿子／作曲：宇崎竜童／編曲：竜崎孝路）。横浜〜花園橋〜紅葉坂〜桜木町〜馬車道を巡る春の日の心境風景が描かれている。
- 1982年にヒットした中村雅俊の「恋人も濡れる街角」の歌詞に登場する。ムード歌謡的な楽曲で、エロティックできわどい内容の歌詞が特徴。作詞は桑田佳祐。
- 2013年秋に結成された、馬車道を拠点として活動するローカルアイドルのポニカロード[7]の持ち歌に「PonicaRoad」「Basya!ポニカ」がある。